# Неофутуризм
Неофутуризм — це течія в мистецтві, дизайні й архітектурі наприкінці 20-го, на початку 21 століття.
Течія бере свій початок у структурному експресіонізмі середини 20 століття в роботах таких архітекторів, як-от Алвар Аалто й Бакмінстер Фуллер, й описується як авангардний рух і водночас футуристичне переосмислення естетики й функціональності в дизайні міст, що активно розростаються.

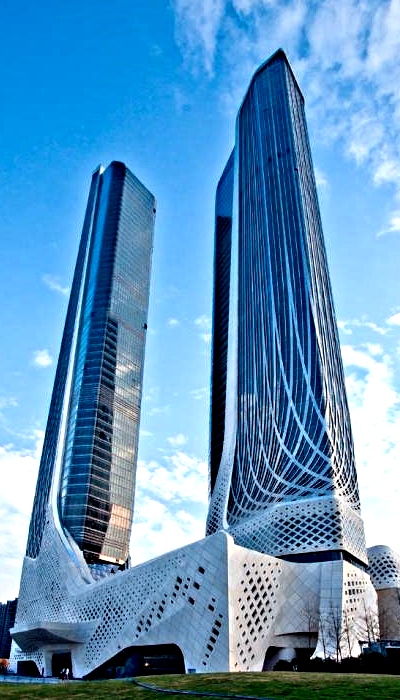
Нанкінський міжнародний молодіжний культурний центр, неофутуристичний хмарочос у Нанкіні, Китай

Футуристична архітектура зародилася у 20-ому столітті з такими стилями, як ар-деко, пізніше — архітектурою гугі й хай-тек.

## Походження
Архітектори Бакмінстер Фуллер, Джон Портман, архітектор й промисловий дизайнер Ееро Саарінен, Аркігрем, авангардна архітектурна група (Пітер Кук, Воррен Чалк, Рон Херрон, Денніс Кромптон, Майкл Вебб, Девід Грін, Ян Каплицький та інші) були засновниками цього стилю наприкінці 1960-их — на початку 1970-их. Цей напрям також почасти вважають еволюцією архітектури хай-тек, оскільки в ньому розвивається багато тих же тем й ідей.
Хоча «Палац розваг», який архітектор Седрік Прайс описував як «велетенську неофутуристичну машину», так ніколи й не побачив світ, йому вдалося вплинути на інших архітекторів, зокрема на  Річарда Роджерса й Ренцо Піано, чий центр Жоржа Помпіду увібрав у себе багато ідей з нього.

## Значення
Неофутуризм був почасти відроджений у 2007 році після публікації «Маніфесту неофутуристичного міста», який був включений до кандидатури, поданої до  Міжнароднного бюро виставок (МБВ). Маніфест написав інноваційний дизайнер Віто Ді Барі (колишній виконавчий директор ЮНЕСКО), щоб окреслити своє бачення на Мілан протягом проведення всесвітньої виставки ЕКСПО-2015. Ді Барі визначив своє неофутуристичне бачення як «поєднання мистецтва, найсучасніших технологій й об'єднаних етнічних цінностей, щоб стимулювати повсюдне підвищення якості життя». Він послався на теорію четвертого стовпа сталого розвитку й повідомив, що на назву його надихнула доповідь від ООН «Наше спільне майбутнє».
Незабаром після маніфесту Ді Барі на вулицях Брайтона у Великій Британії колектив під назвою The Neo-Futurist Collective випустив свою версію маніфесту 20-го грудня 2008 року, який написала Ровена Істон з нагоди 99-ї річниці публікації футуристичного маніфесту Ф. Т. Марінетті у 1909 році. Погляд колективу на неофутуризм значною мірою відрізнявся від погляду Ді Барі в тому, що він фокусувався на визнанні спадщини італійських футуристів і критиці нашої сьогоденної зневіри через зміну клімату й фінансову систему. У вступі до маніфесту колектив зазначив: «В епоху масового відчаю через стан планети й фінансової системи футуристична спадщина у вигляді оптимістичного ставлення до сили технологій, що поєднується з уявою й людяністю, сильно резонує з нашою сучасною добою». Це демонструє аспект неофутуризму, який є більш соціально активним — той аспект, що промовляє прямо до своїх послідовників, радше ніж просто зазначає певні погляди через дії (наприклад, вибір екологічних матеріалів у неофутуристичній архітектурі).
Жан-Луі Коен описував неофутуризм як наслідок технологій, зазначаючи, що велика кількість споруд, зведених сьогодні, є побічним продуктом нових матеріалів і концепцій щодо функції великомасштабних конструкцій у суспільстві. Ітан Ільфельд написав, що в сучасній неофутуристичній естетиці «машина стає значним елементом креативного процесу й провокує становлення художніх напрямів, які були б неможливими без появи комп'ютерних технологій». Визначення Рейнера Бенема «une architecture autre» — це заклик до архітектури, яка технологічно долає всі попередні архітектури, але при цьому володіє виразною формою. «Форма не повинна йти за функцією у небуття», — як зазначив Бенем, коментуючи неофутуристичиний «Плагін комп'ютеризованого міста від Archigram».
Меттью Філліпс визначив неофутуристичну естетику як «маніпулювання часом, простором й предметом на тлі технологічних нововведень і домінації, яке пропонує нові підходи до майбутнього на противагу тим минулим авангардним і сучасним технократичним філософіям». Це визначення збігається з роботою неофутуристичних архітекторів, чий підхід знаходиться в контексті технологічних інновацій, але не згадує про екологічну свідомість, що випливає з архітектурного неофутуризму.

## Неофутуризм в Україні

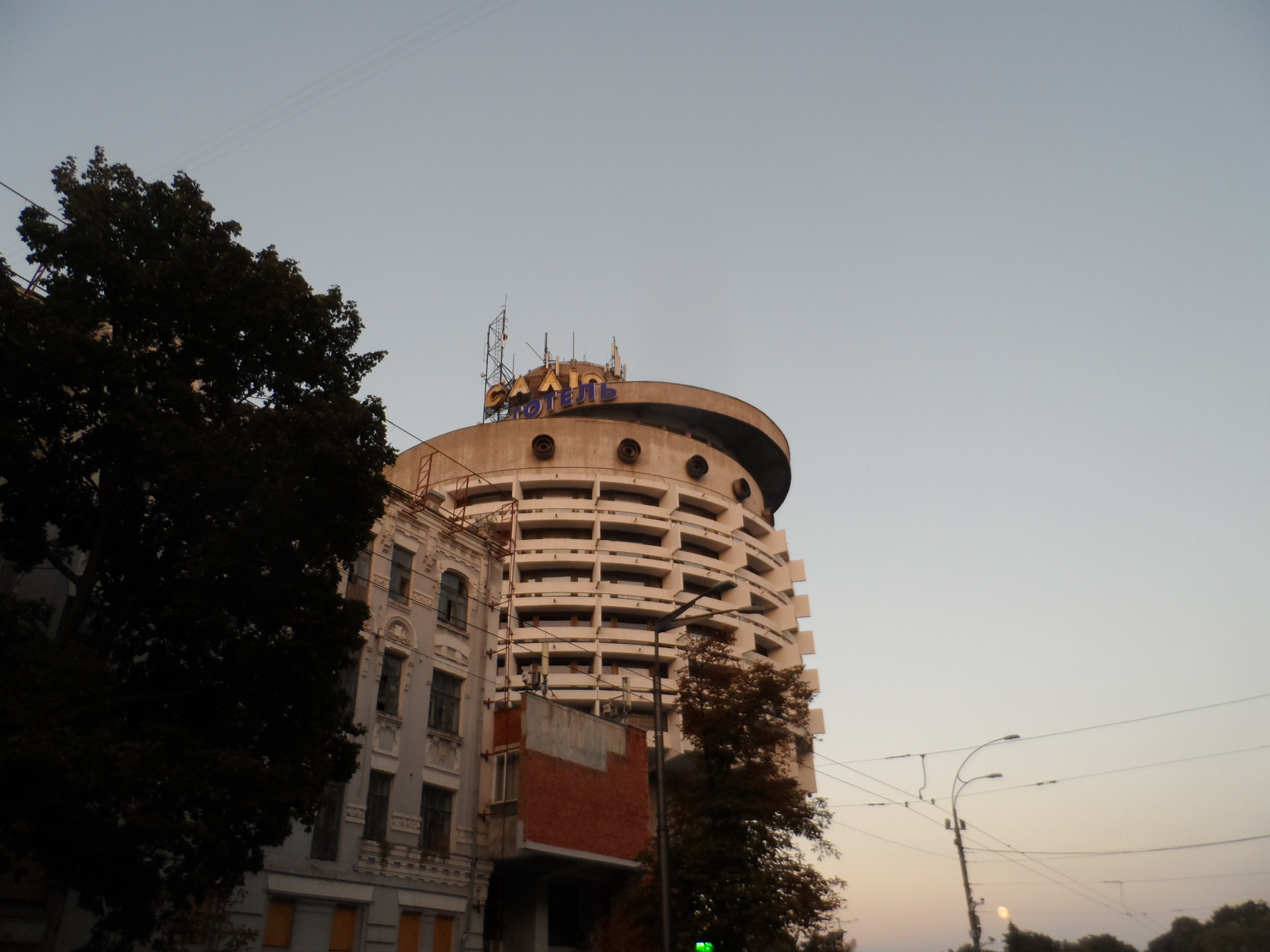
Готель "Салют", Київ, Україна

Готель «Салют» у Києві є, певно, однією з найвідоміших футуристичних споруд України, яка була побудована у 1984 році архітектором Авраамом Мілецьким. Семиповерхова циліндрична будівля стоїть на високому фундаменті неподалік мальовничого парку Вічної Слави. Щоб потрапити до номерів необхідно скористатися ліфтом або круговим пандусом, що підіймається по спіралі.

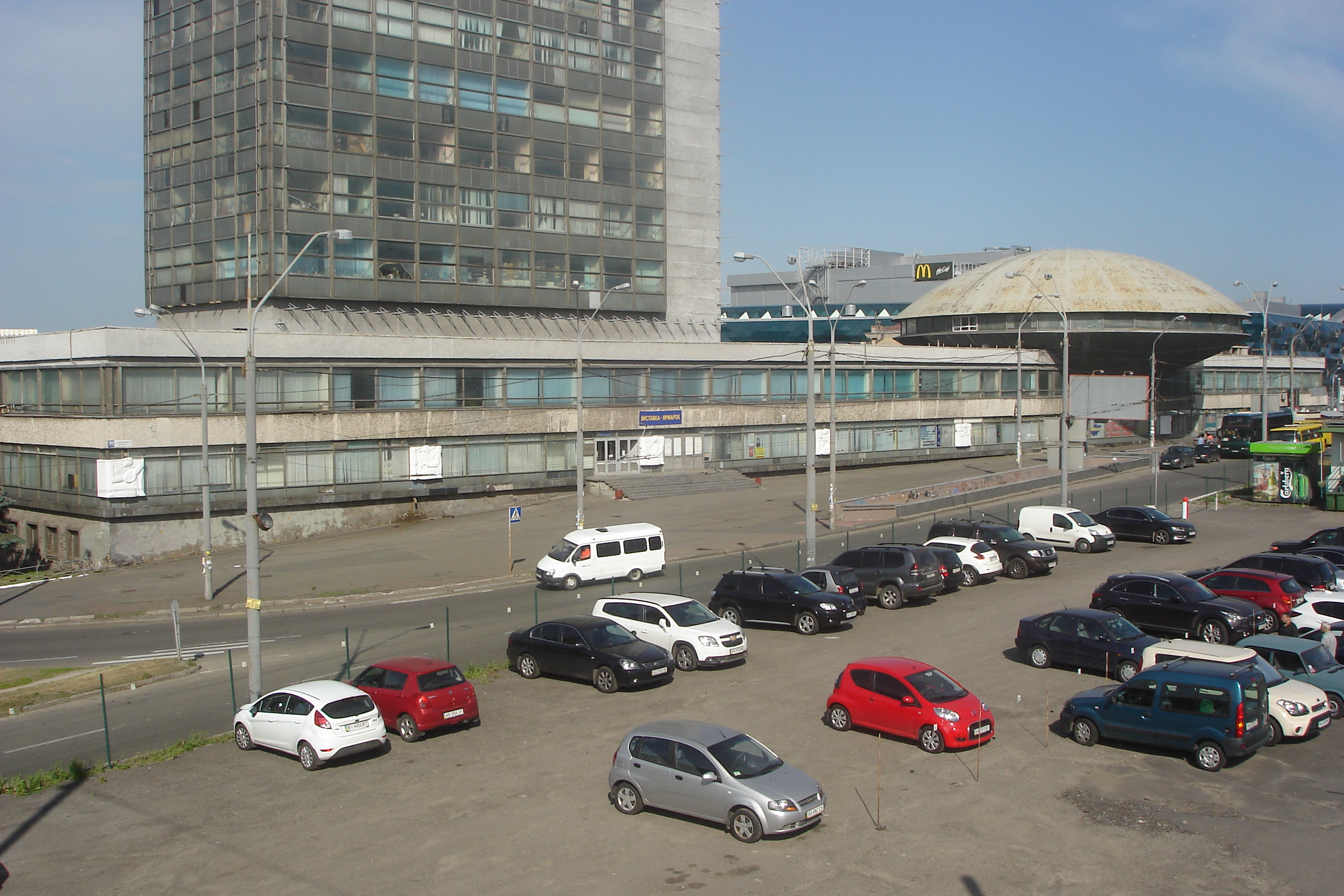
Український інститут науково-технічної експертизи та інформації, Київ, Україна

Ще одна знакова будівля Києва, у якій можна побачити не просто елемент футуризму, а справжню архітектуру гугі за формою і радянський постмодернізм за колірною гамою. Мова йде про надбудову у вигляді літаючої тарілки, де розташований конференц-зал. Архітектори Флоріан Юр’єв та Лев Новіков розробили «тарілку» таким чином, що приміщення має неповторну акустику, завдяки якій можна почути увесь діапазон голосів та музичних інструментів. 

## У мистецтві й архітектурі
Неофутуризм був почасти зароджений ще футуристичним архітектором Антоніо Сант-Елією. У витоків цього стилю на 1960-их — наприкінці 1970-их стояли Гел Фостер з такими архітекторами, як-от Вільям Перейра, Чарльз Лакман і Геннінг Ларсен.

## Визначні особистості
Головними натхненниками відродження неофутуризму у 21-ому столітті були Заха Хадід, володарка Прітцкерівської премії, і Сантьяго Калатрава.
До неофутуристичних архітекторів, дизайнерів та митців можна віднести Дениса Ламінга, Патріка Жуена, Юіма Накадзато, Саймона Сталенхага й Харіса Цевіса. Неофутуризм увібрав у себе певні хай-тек теми й ідеї, вкраплюючи елементи хай-тек індустрії й технологій в дизайн будівель. Технології й контекст були в центрі уваги таких митців, як Бакмінстер Фуллер, Норман Фостер, Танге Кендзо, Ренцо Піано й Річард Роджерс.

## Галерея

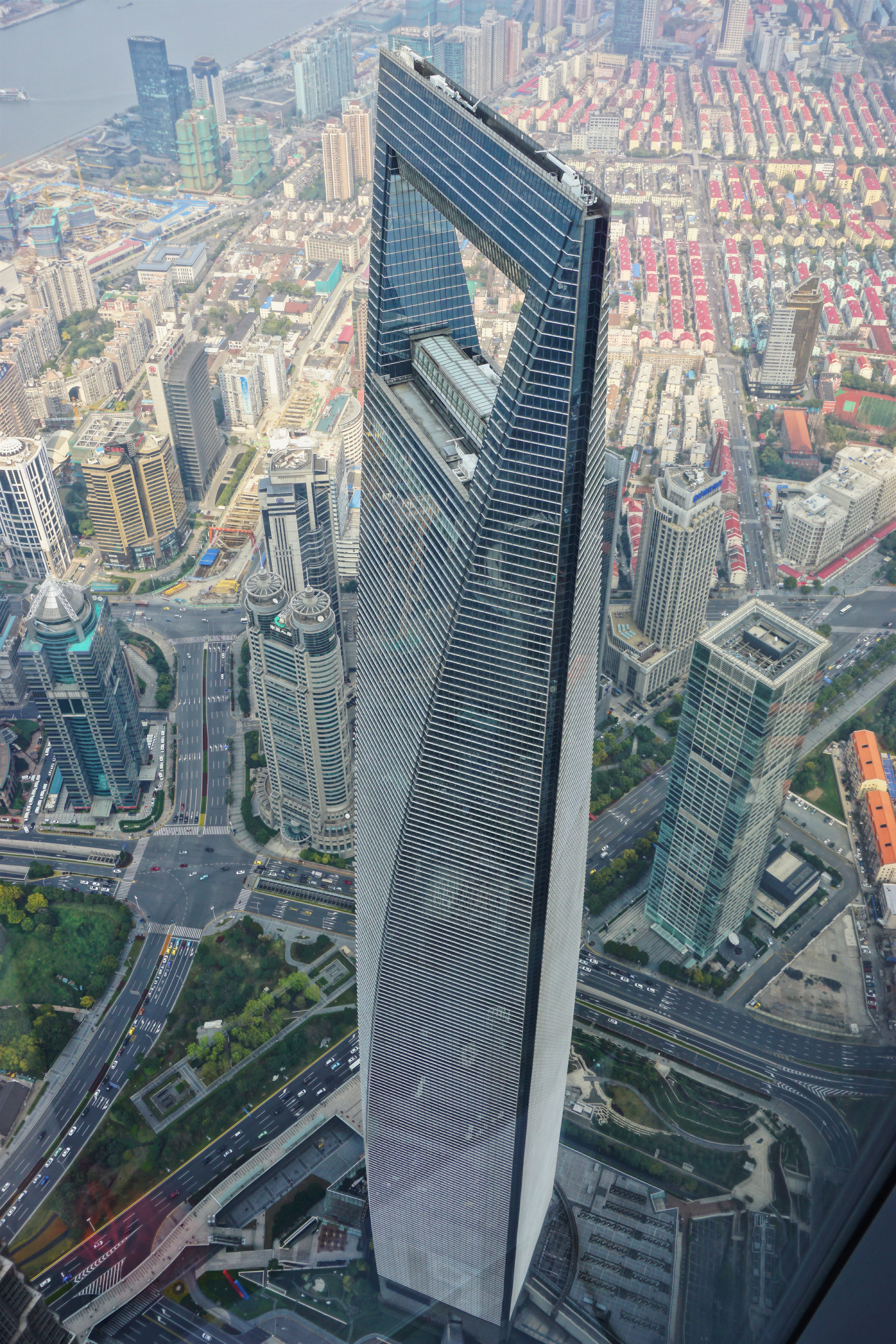
Шанхайський всесвітній фінансовий центр, 2008
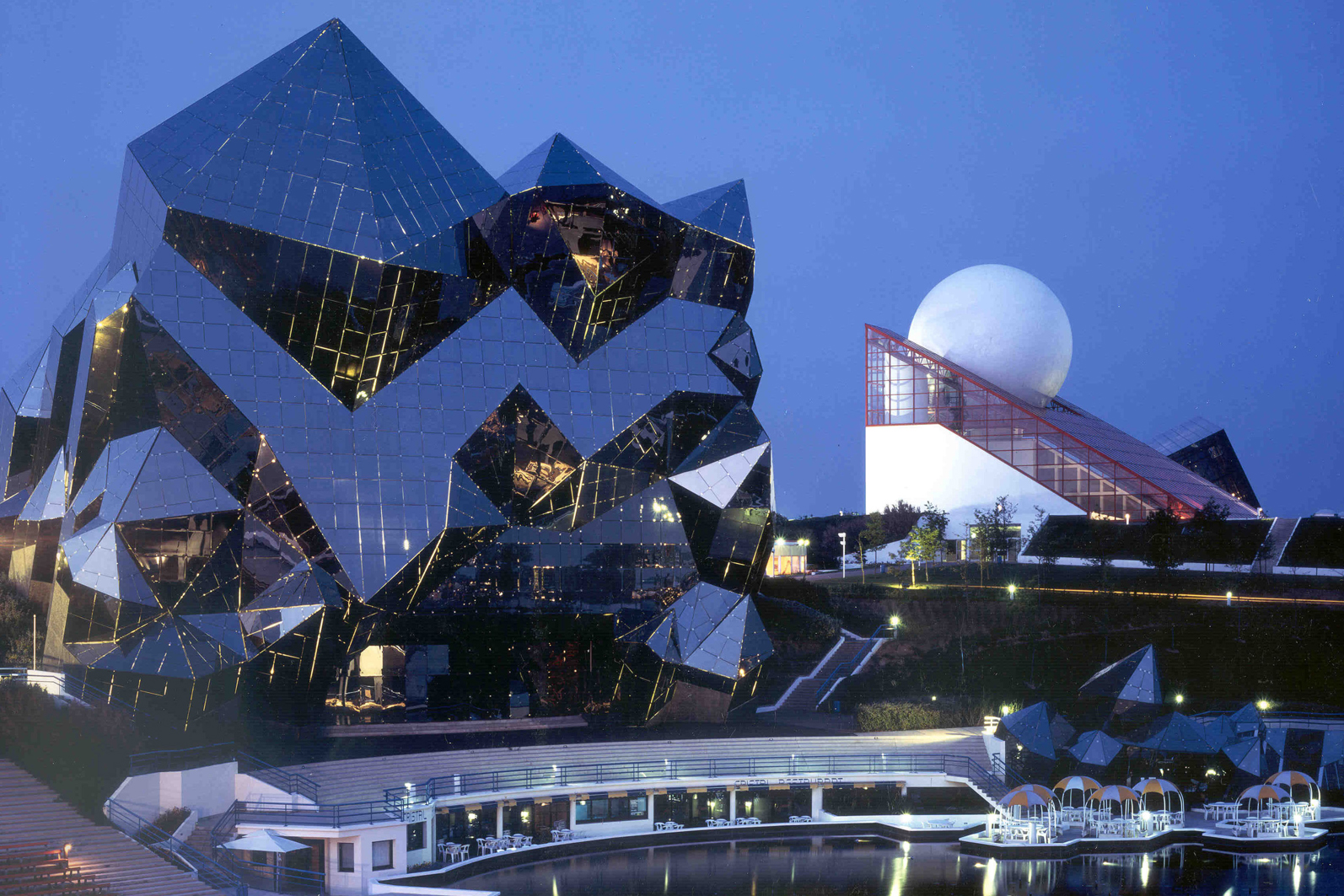
Футуроскоп у Шассней-дю-Пуату, Франція, 1984
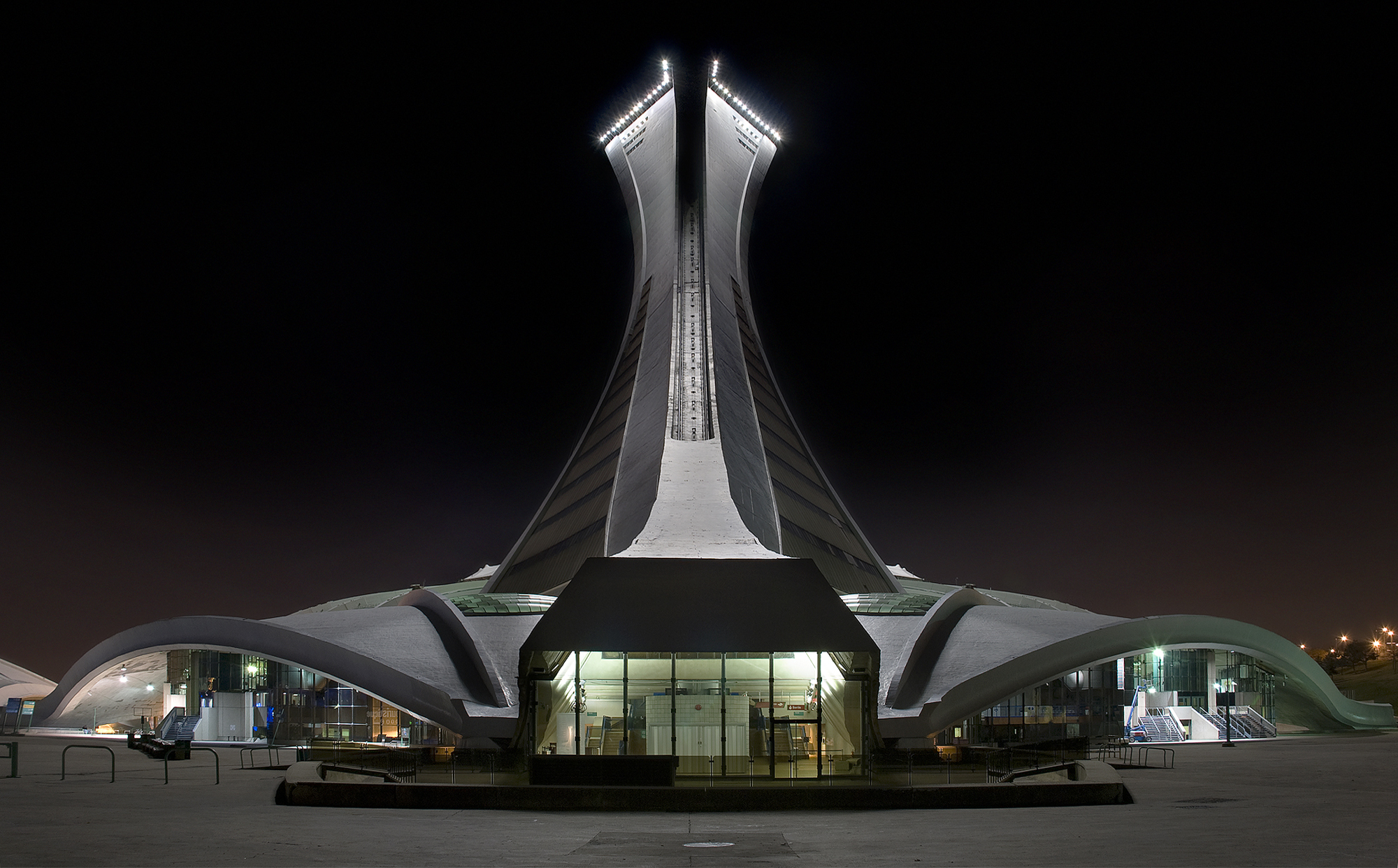
Башня Ла Тур-де-Монреаль, Монреаль, Канада, 1987
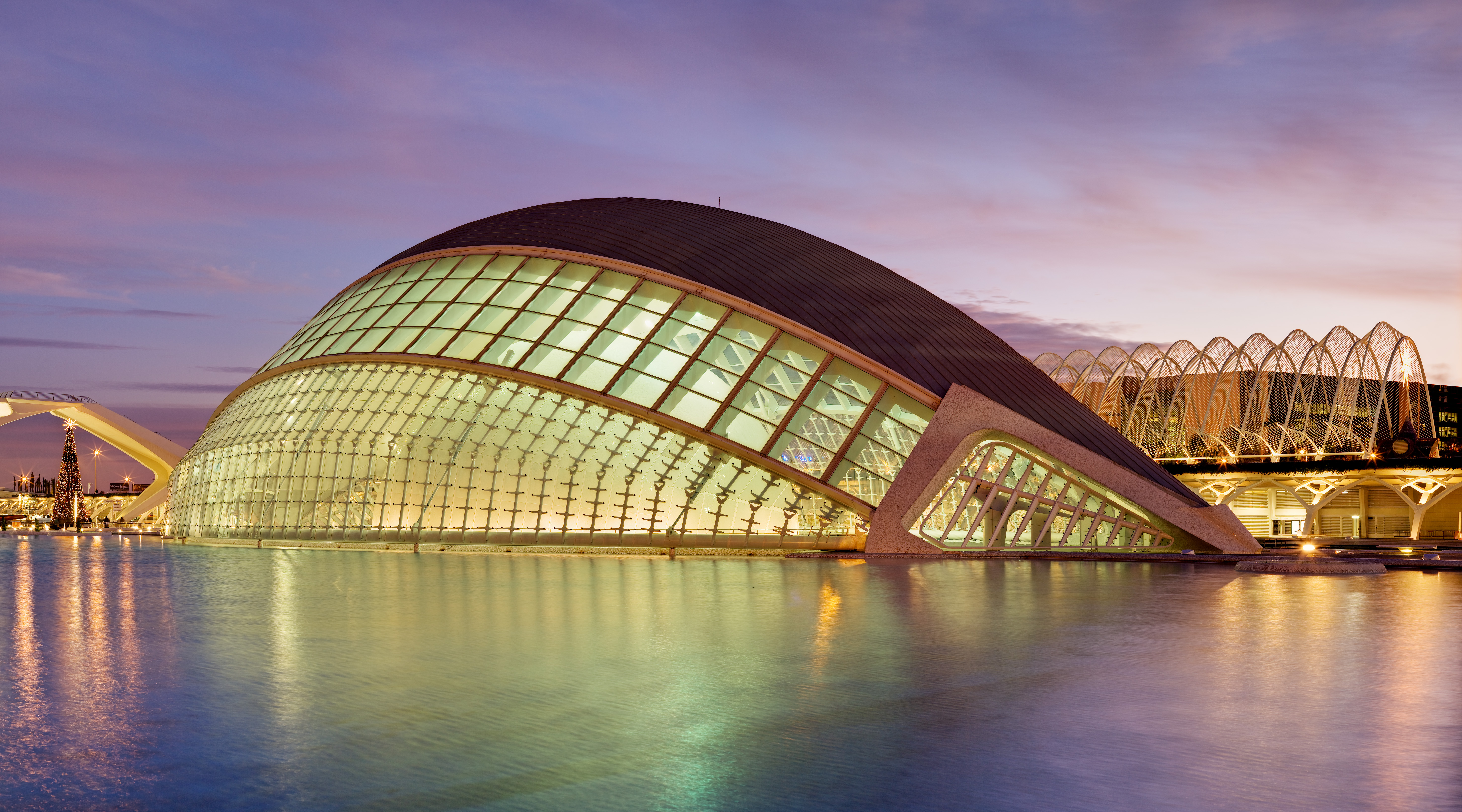
Півсфера (кінотеатр) у Місті мистецтв та наук, Валенсія, 1998
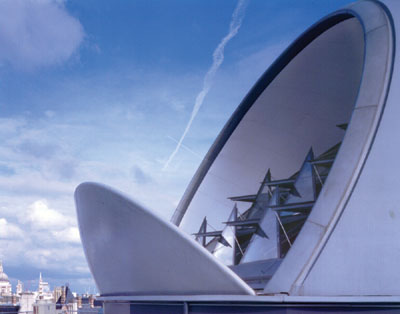
Британська бібліотека політичних та економічних наук, Лондон, 2000
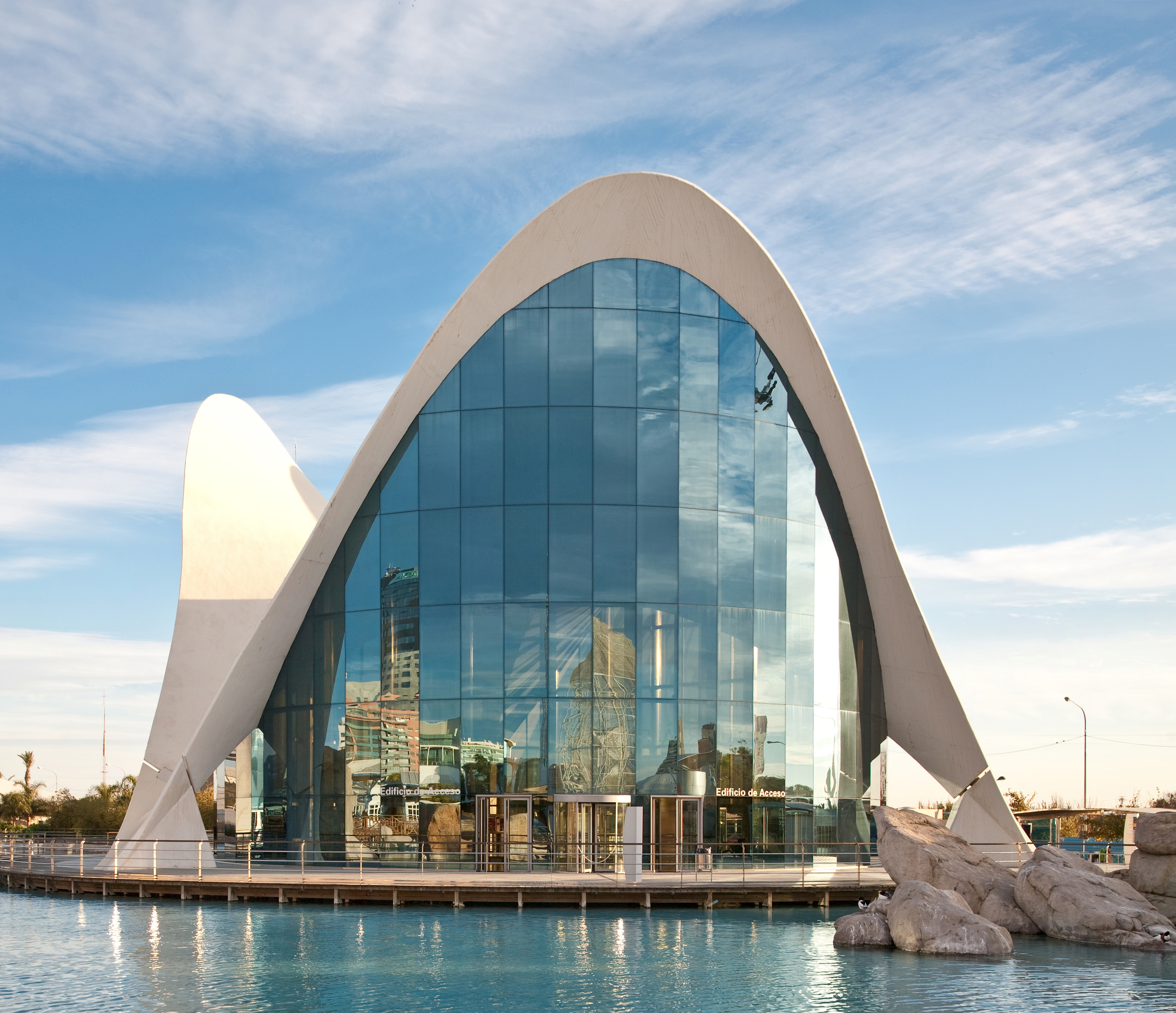
Океанографічний парк Валенсії у Місті мистецтв та наук, Валенсія, 2003
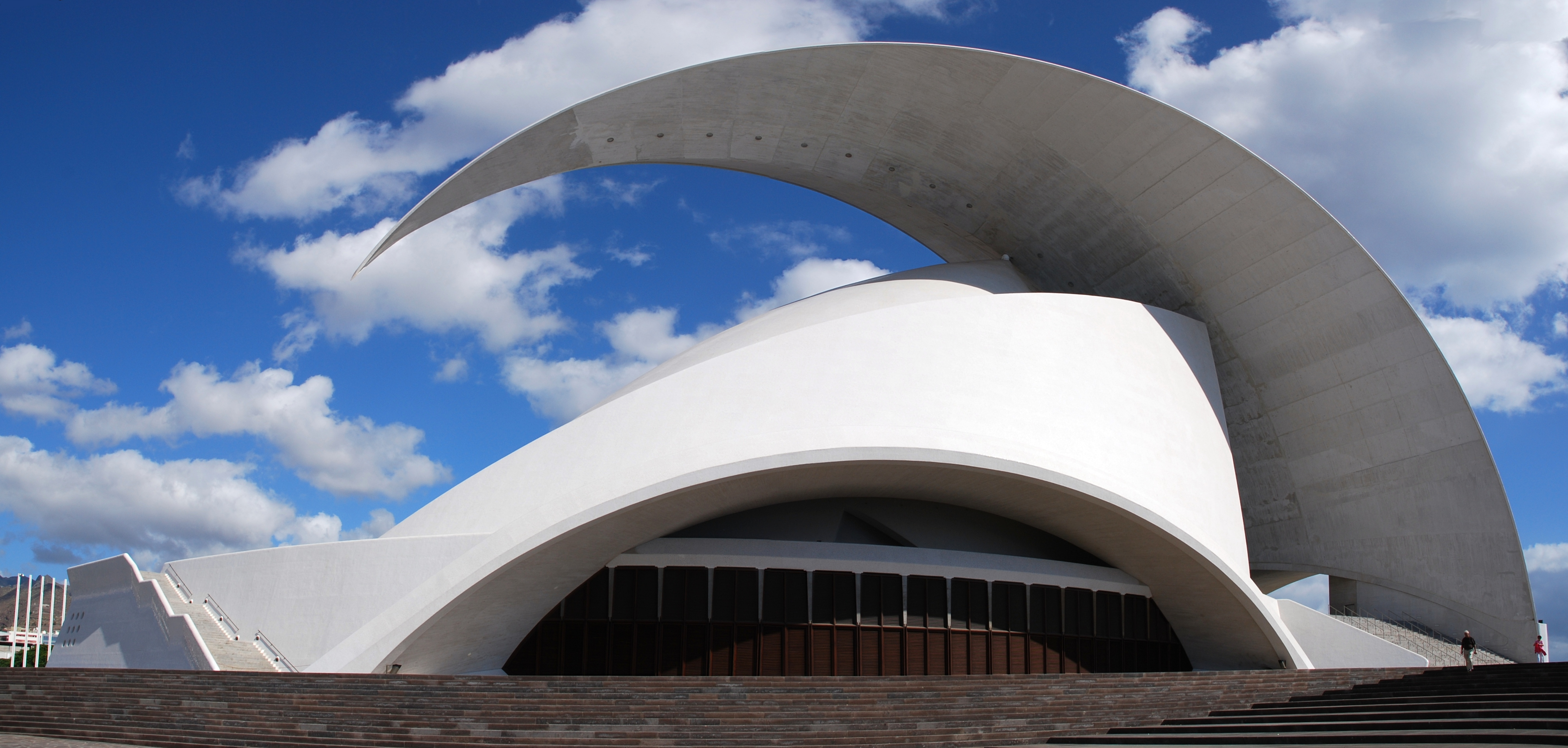
Аудиторіо-де-Тенерифе, м. Санта-Крус-де-Тенерифе, о. Тенерифе (Канарські острови), 2003
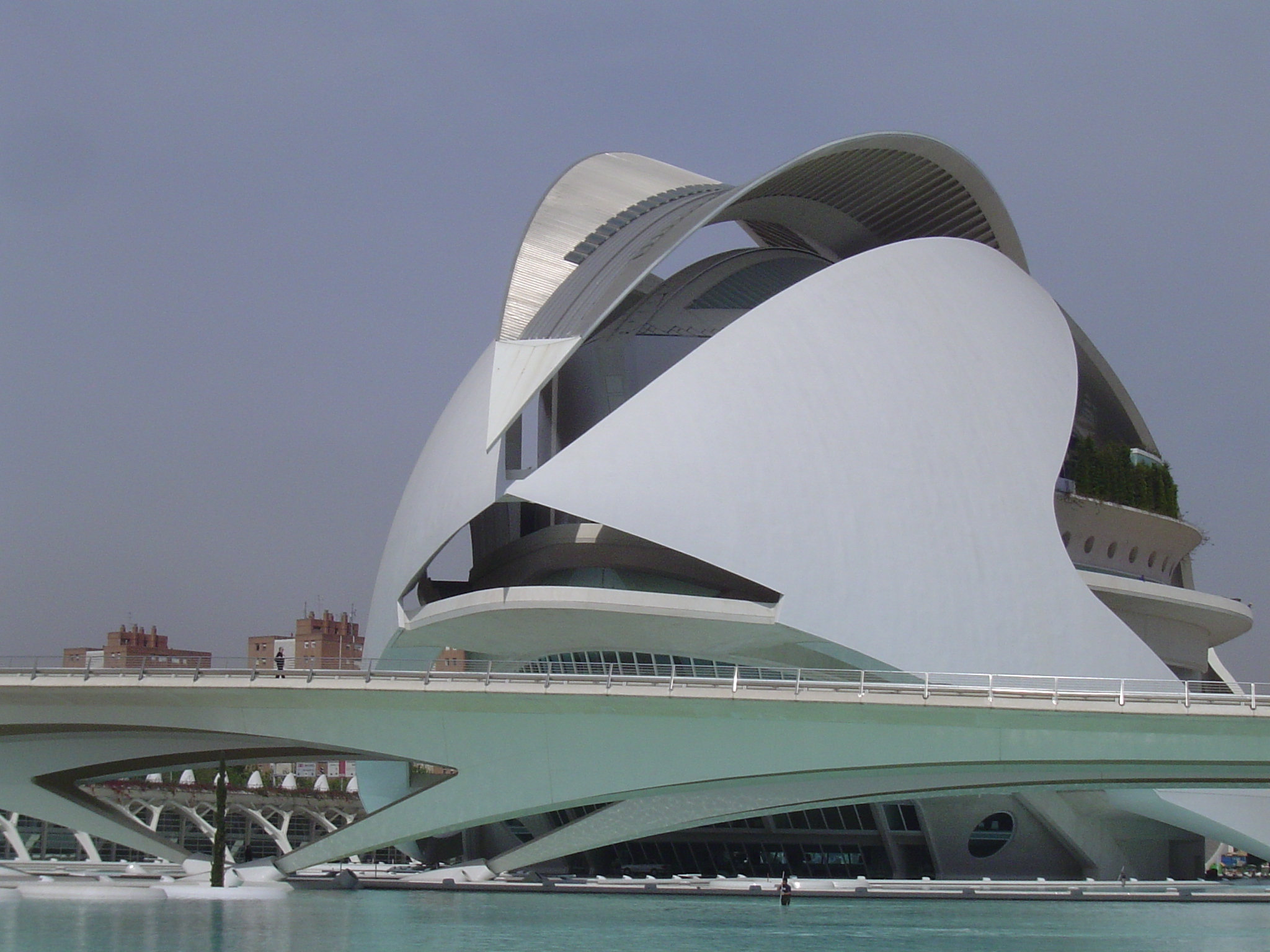
Палац мистецтв імені королеви Софії у Місті мистецтв та наук, Валенсія, 2005
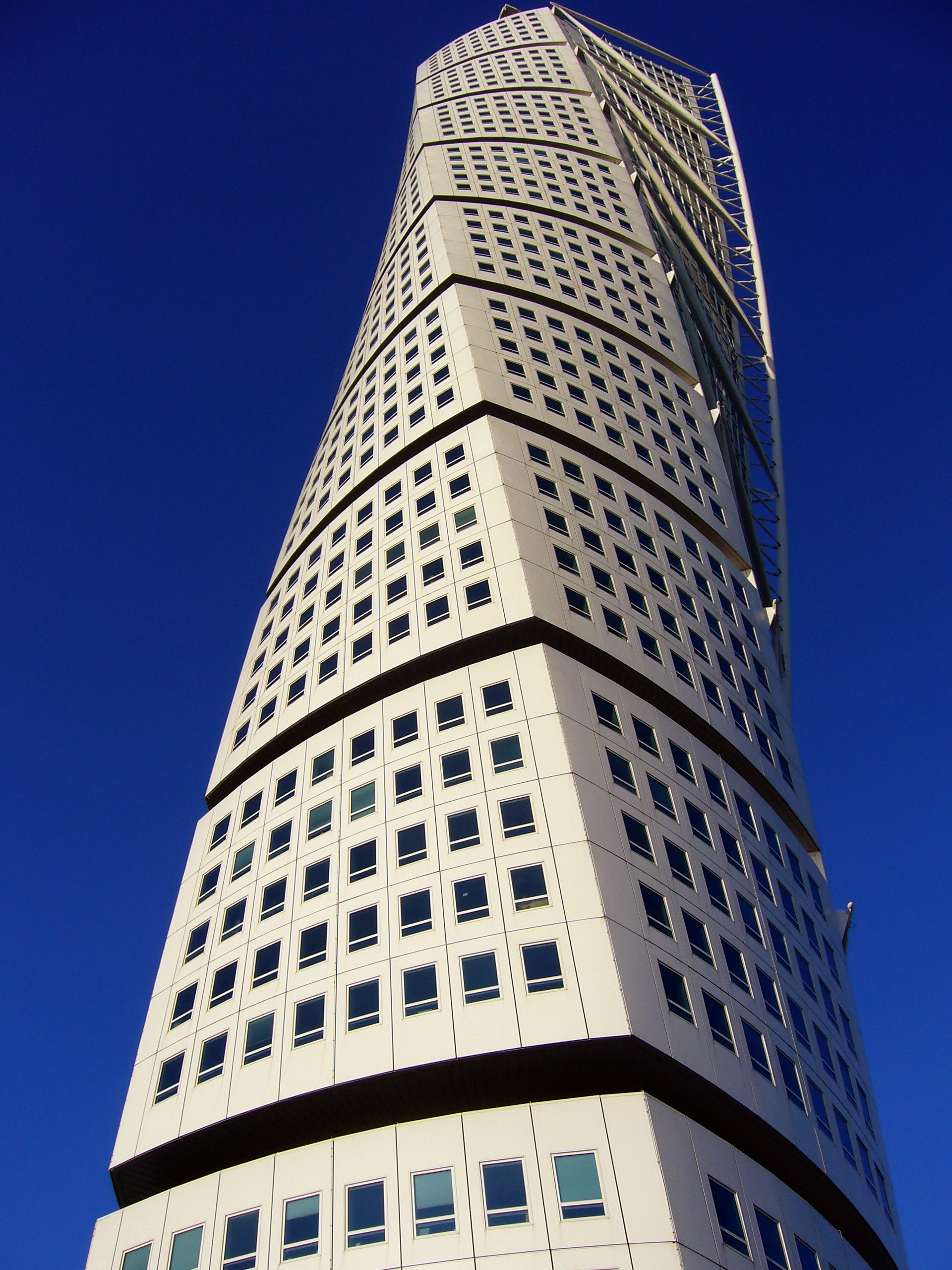
The Turning Torso, Мальме, Швеція, 2005
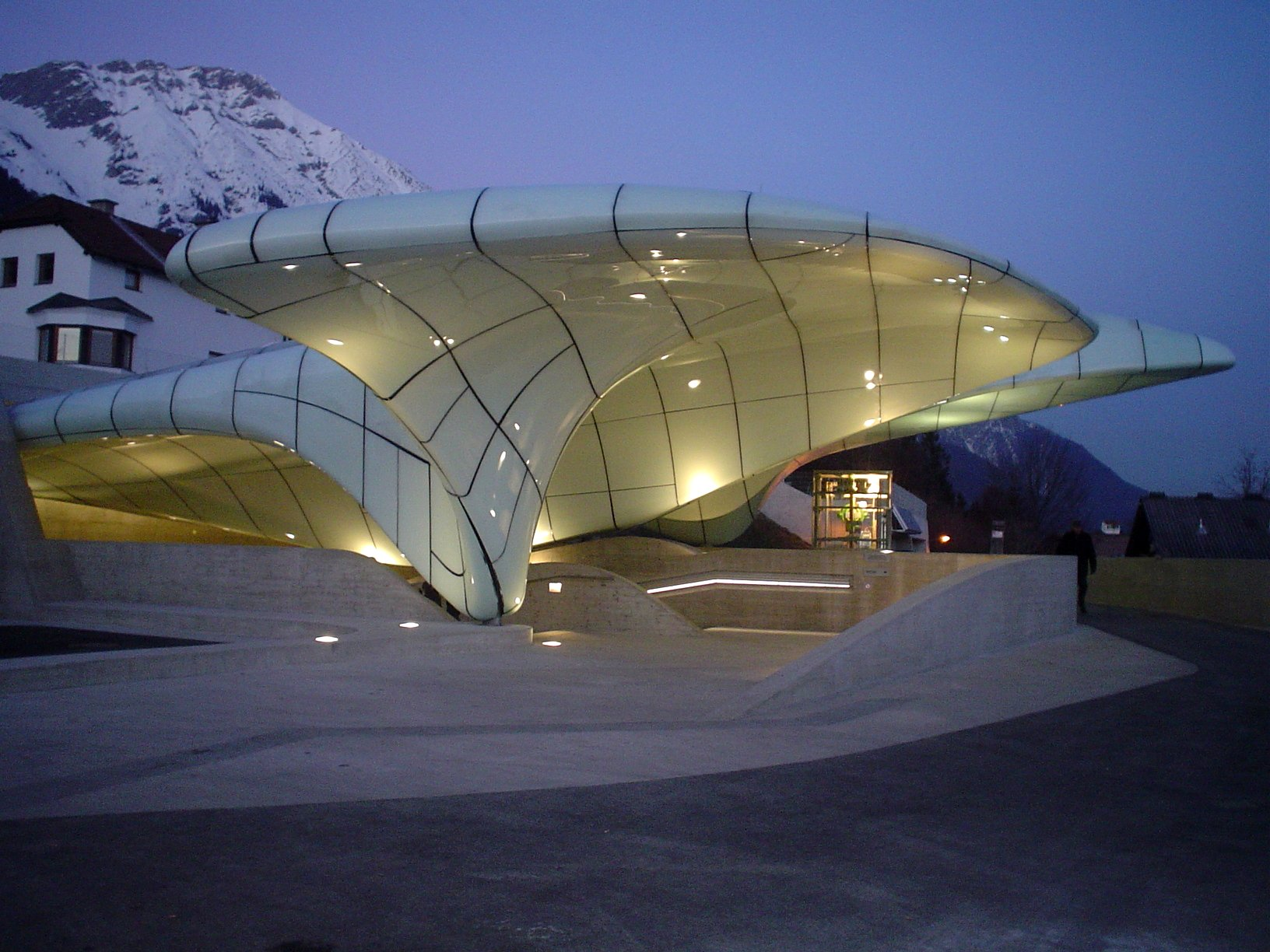
Hungerburgbahn, гібридний фунікулер, Інсбрук, Австрія, 2007
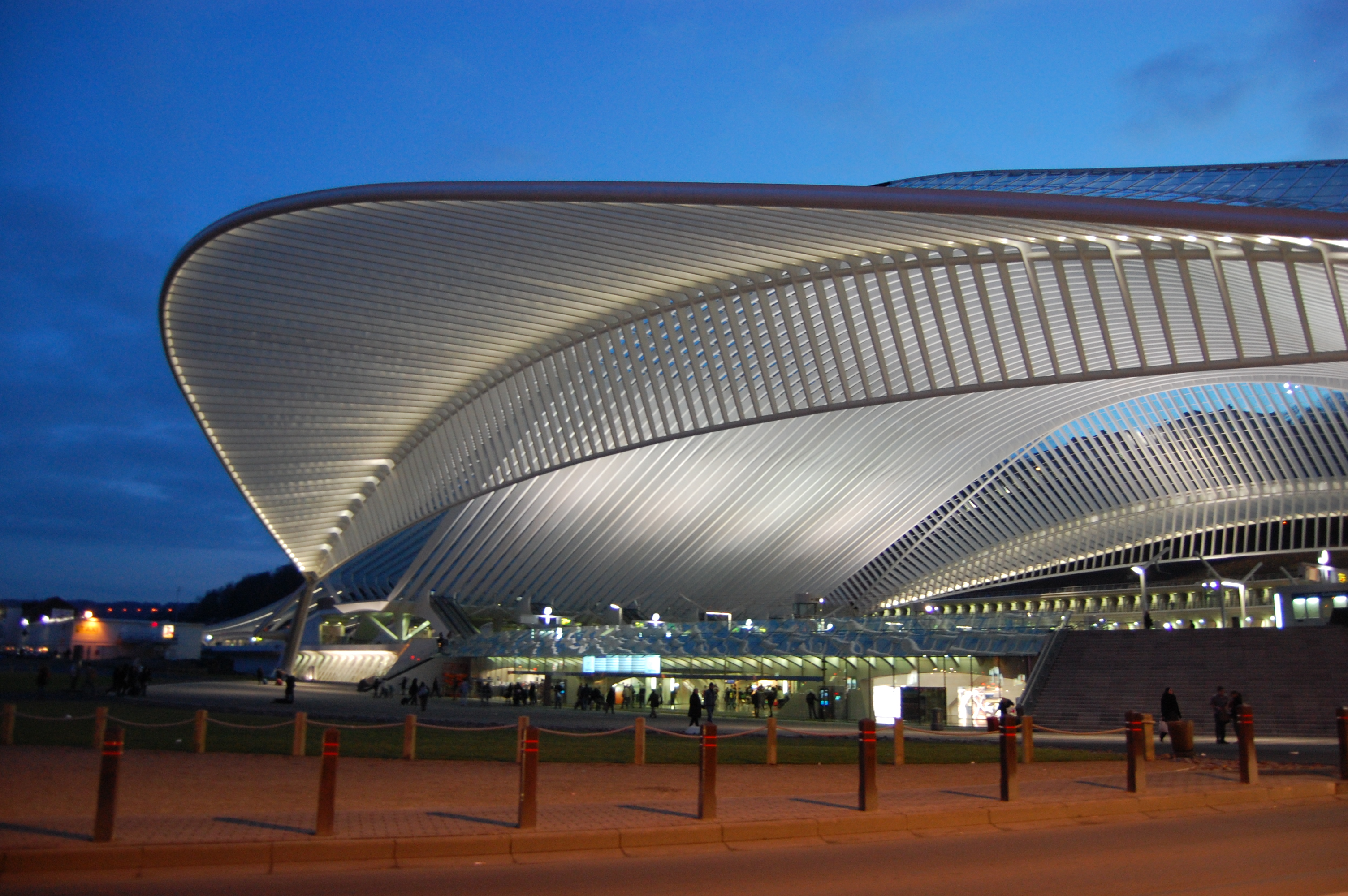
Залізнична станція Liège-Guillemins, Льєж, Бельгія, 2009
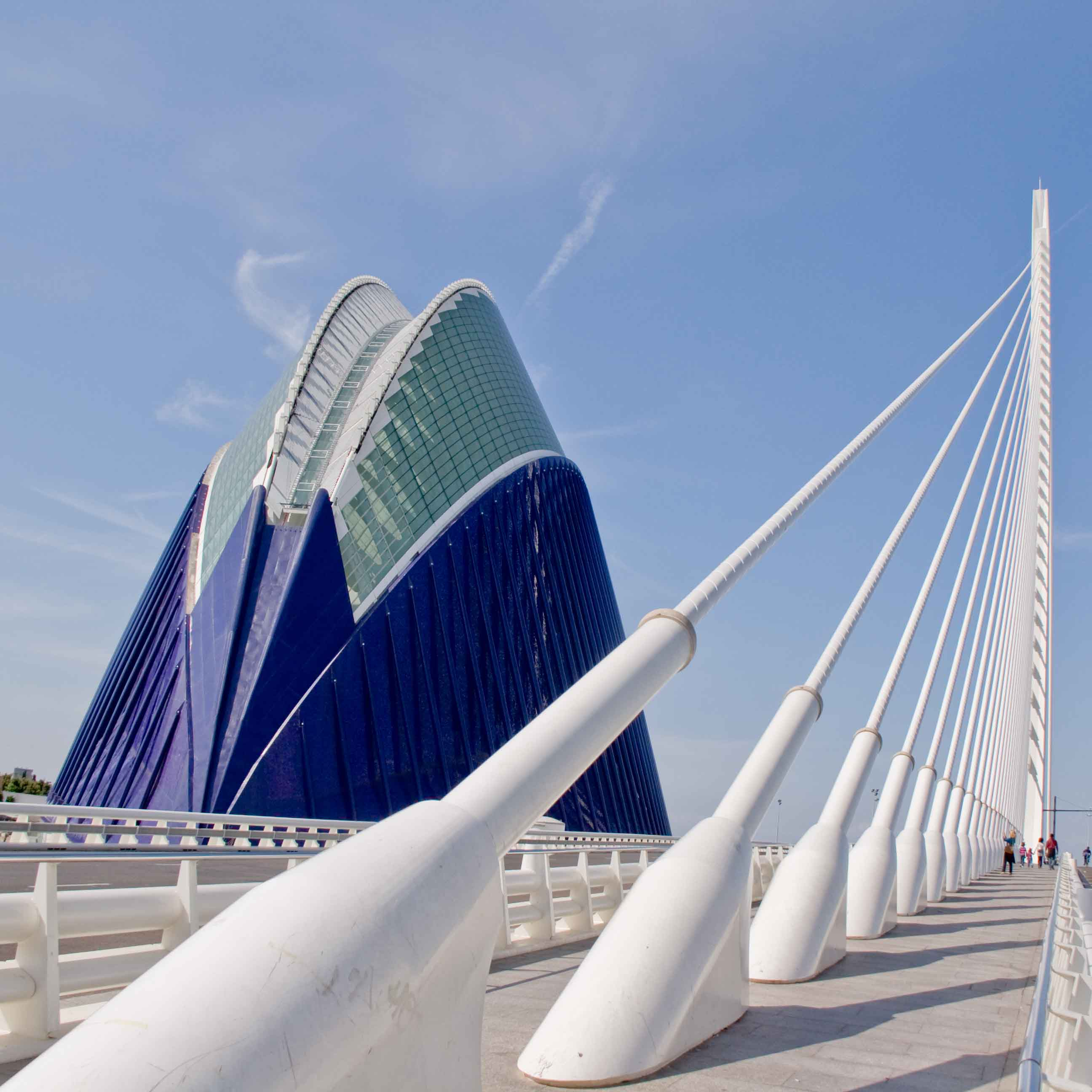
Агора у Місті мистецтв та наук, Валенсія, 2009
Бурдж Халіфа, Дубай, ОАЕ, 2010
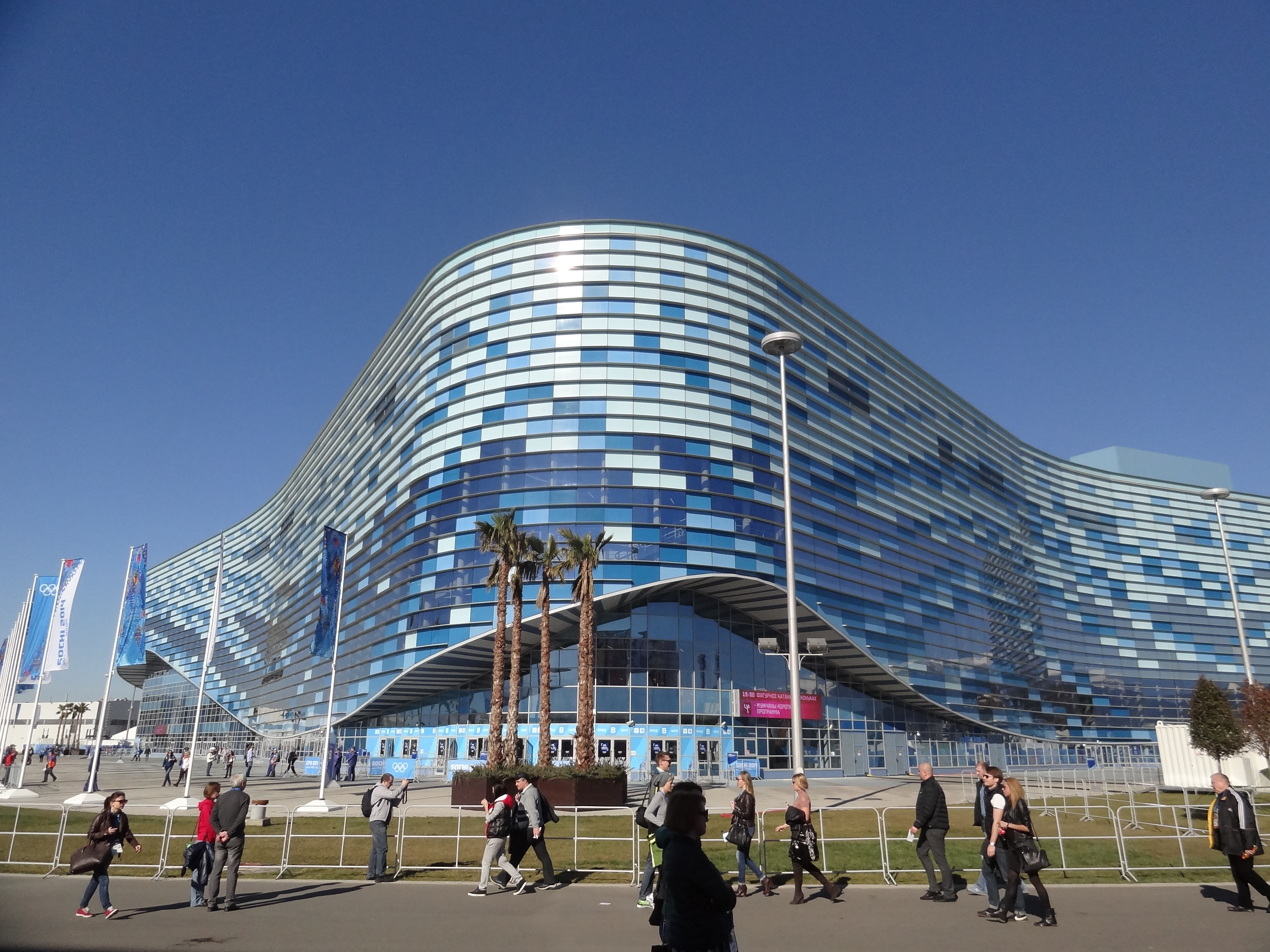
Айсберг (льодовий палац спорту), Сочі, Росія, 2012
The Shard, Лондон, 2012
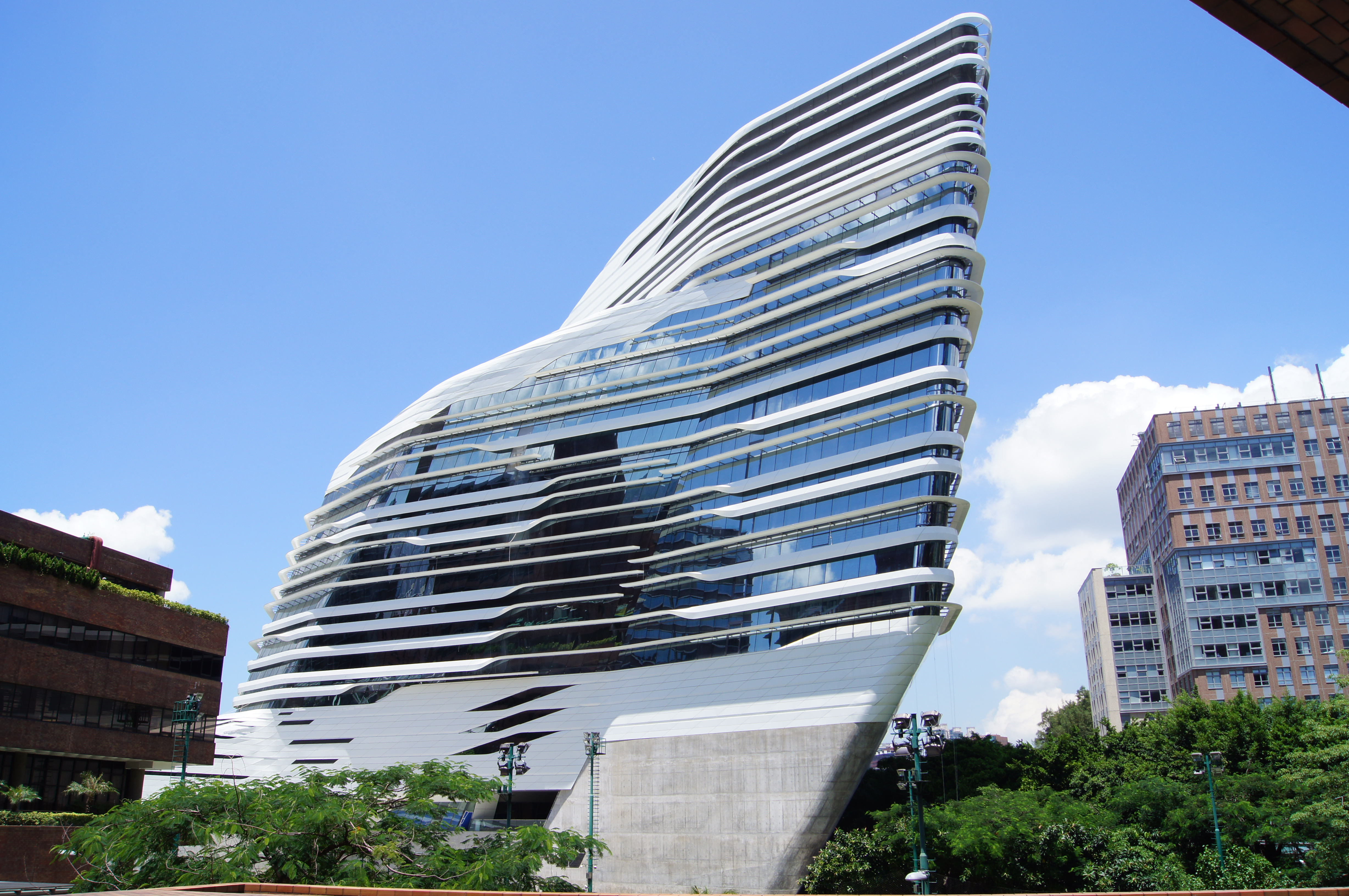
Jockey Club Innovation Tower, Гонконг, Китай, 2013
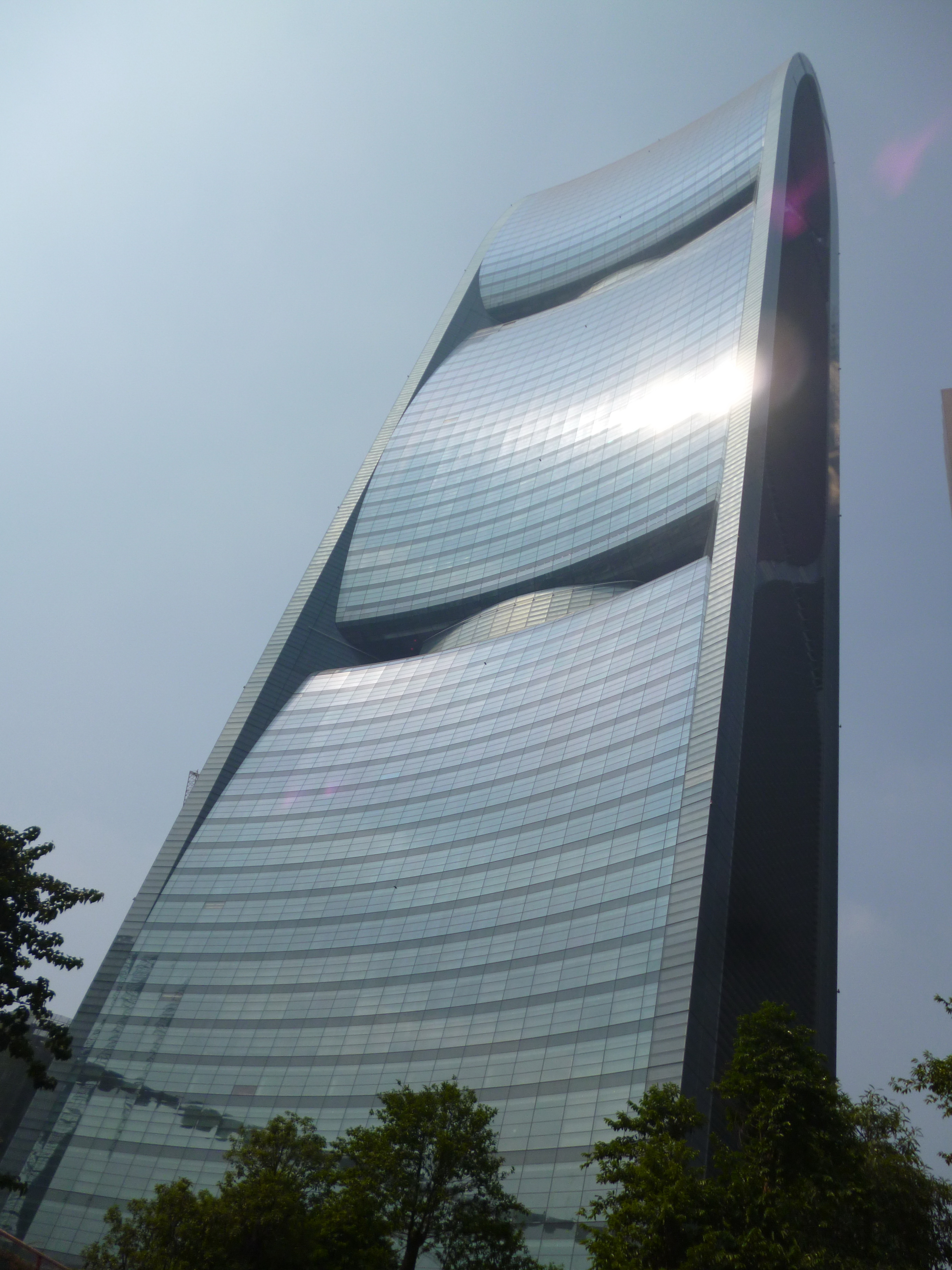
Башня Перл-Рівер, Гуанчжоу, Китай, 2013
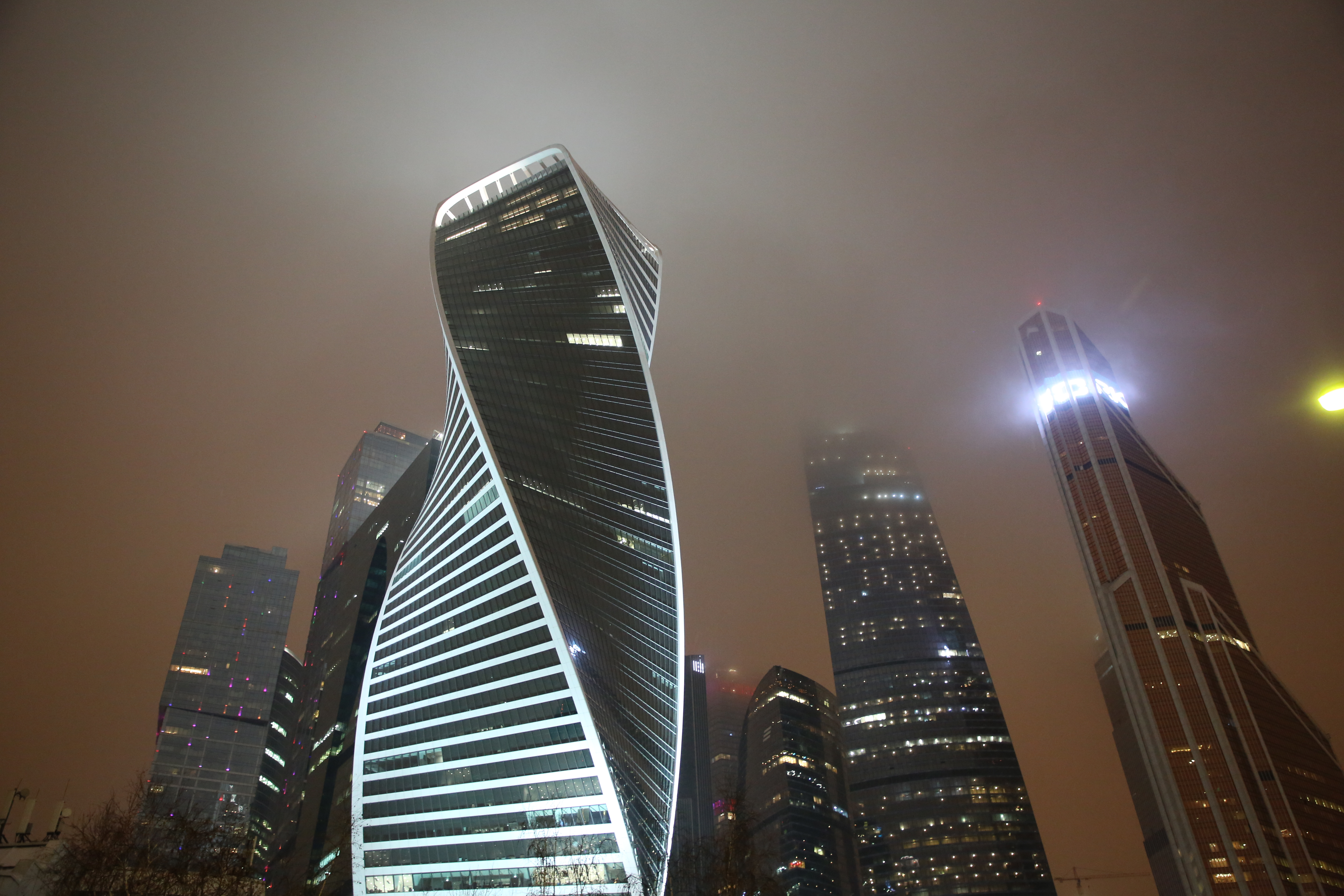
Вежа Еволюція, Москва, Росія, 2014
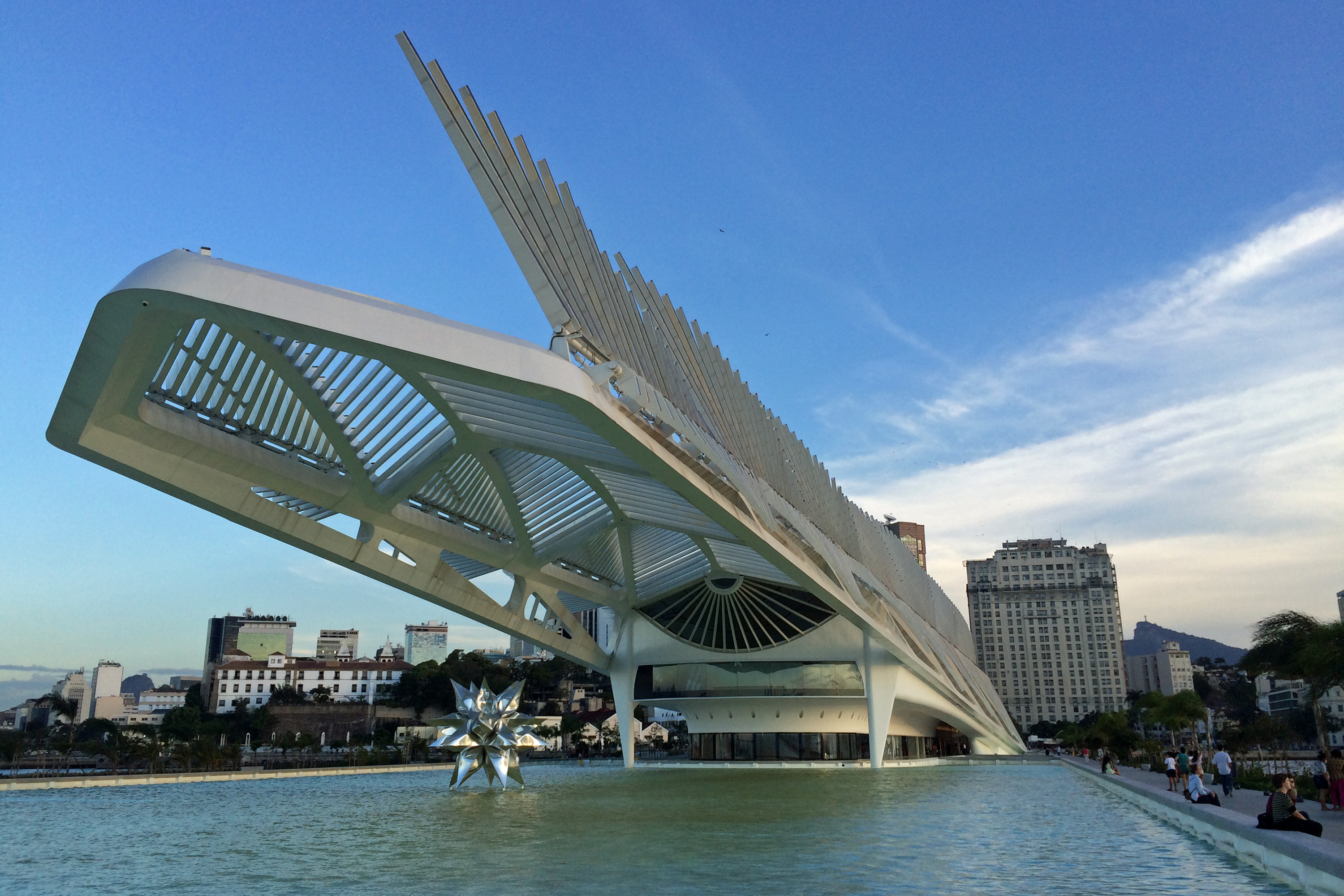
Музей завтрашнього дня, Ріо-де-Жанейро, Бразилія, 2015
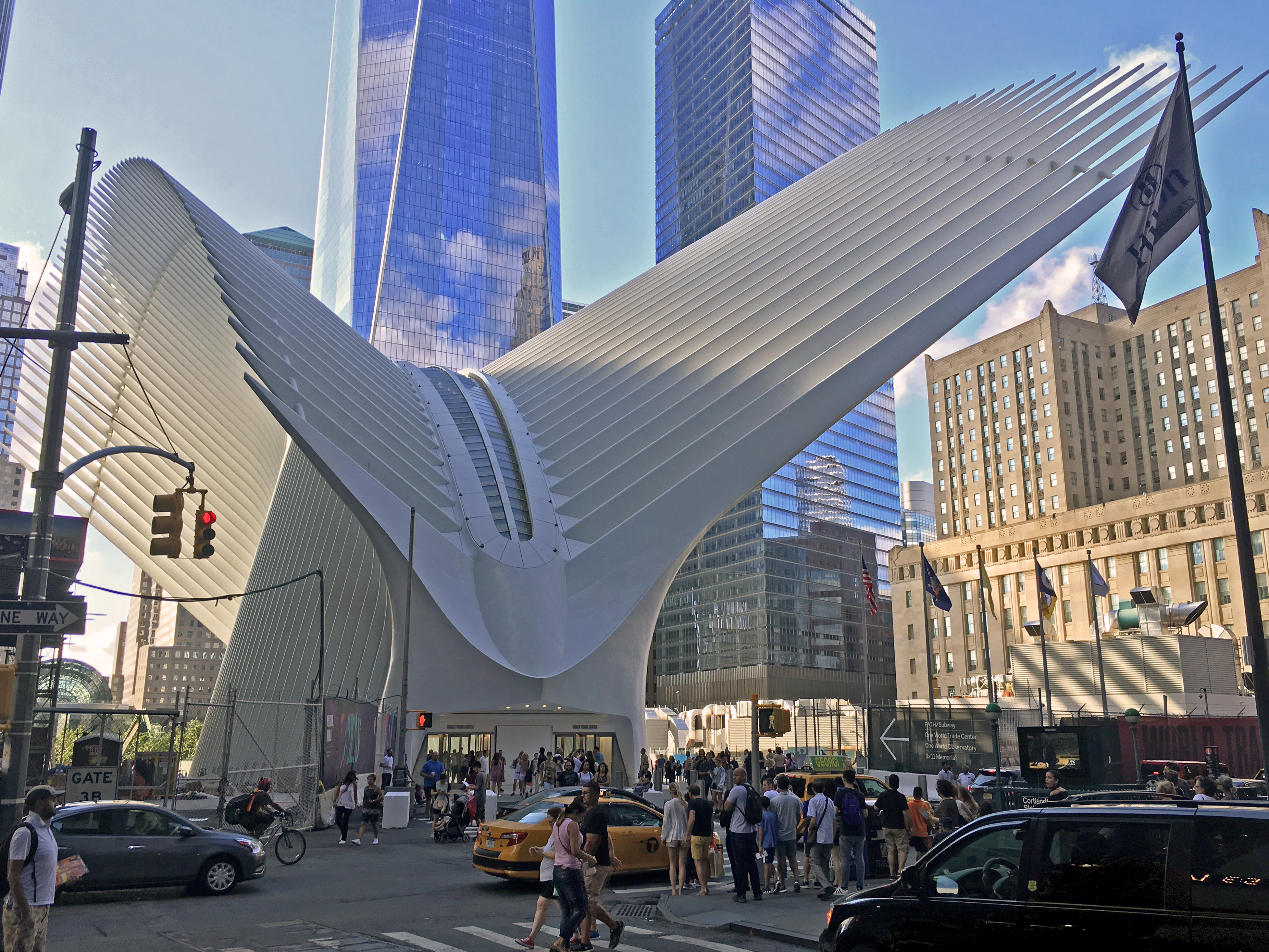
Всесвітній торговий центр, Нью-Йорк, США, 2016
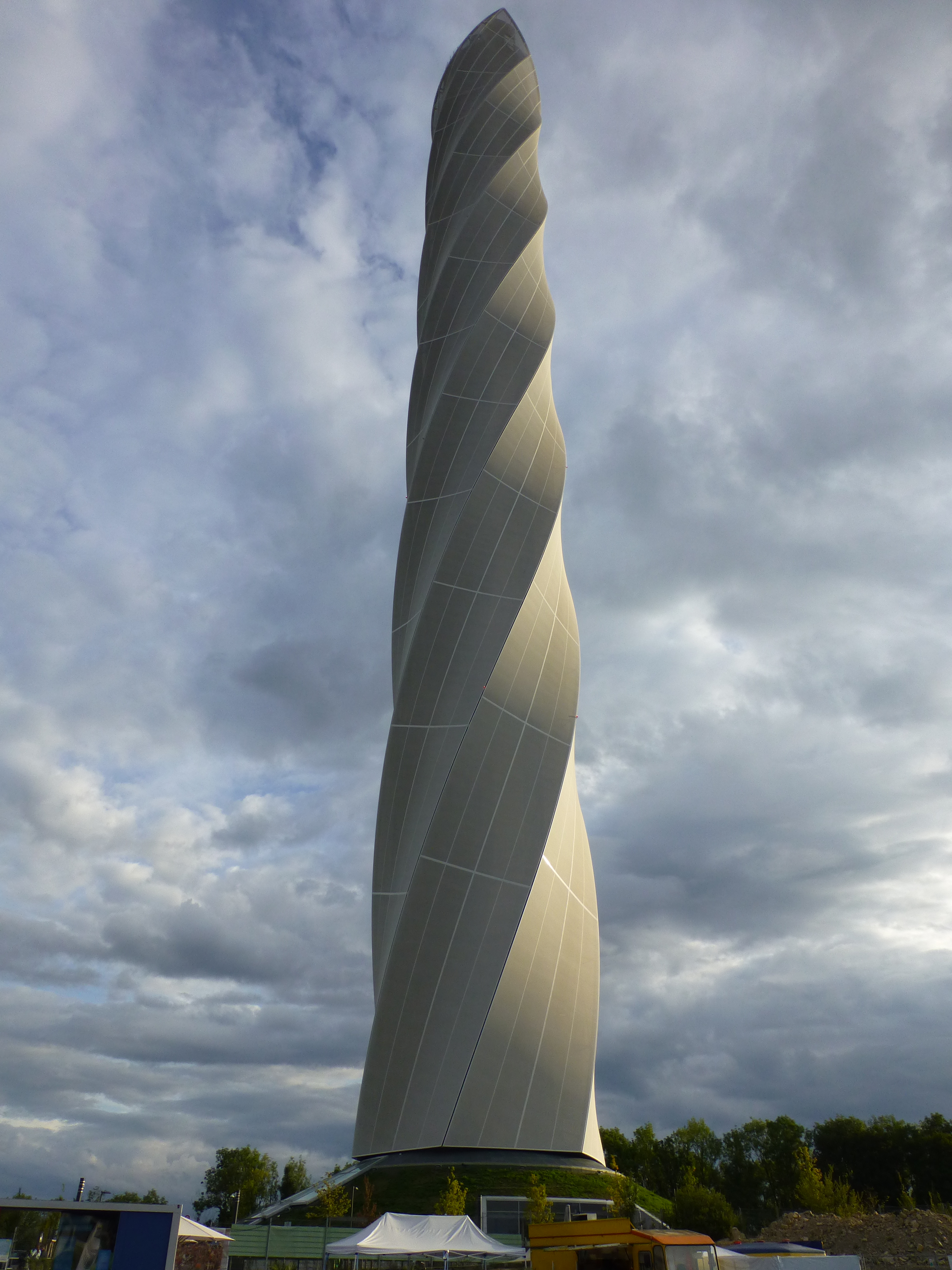
TK Elevator Test Tower, Ротвайль, Німеччина, 2017
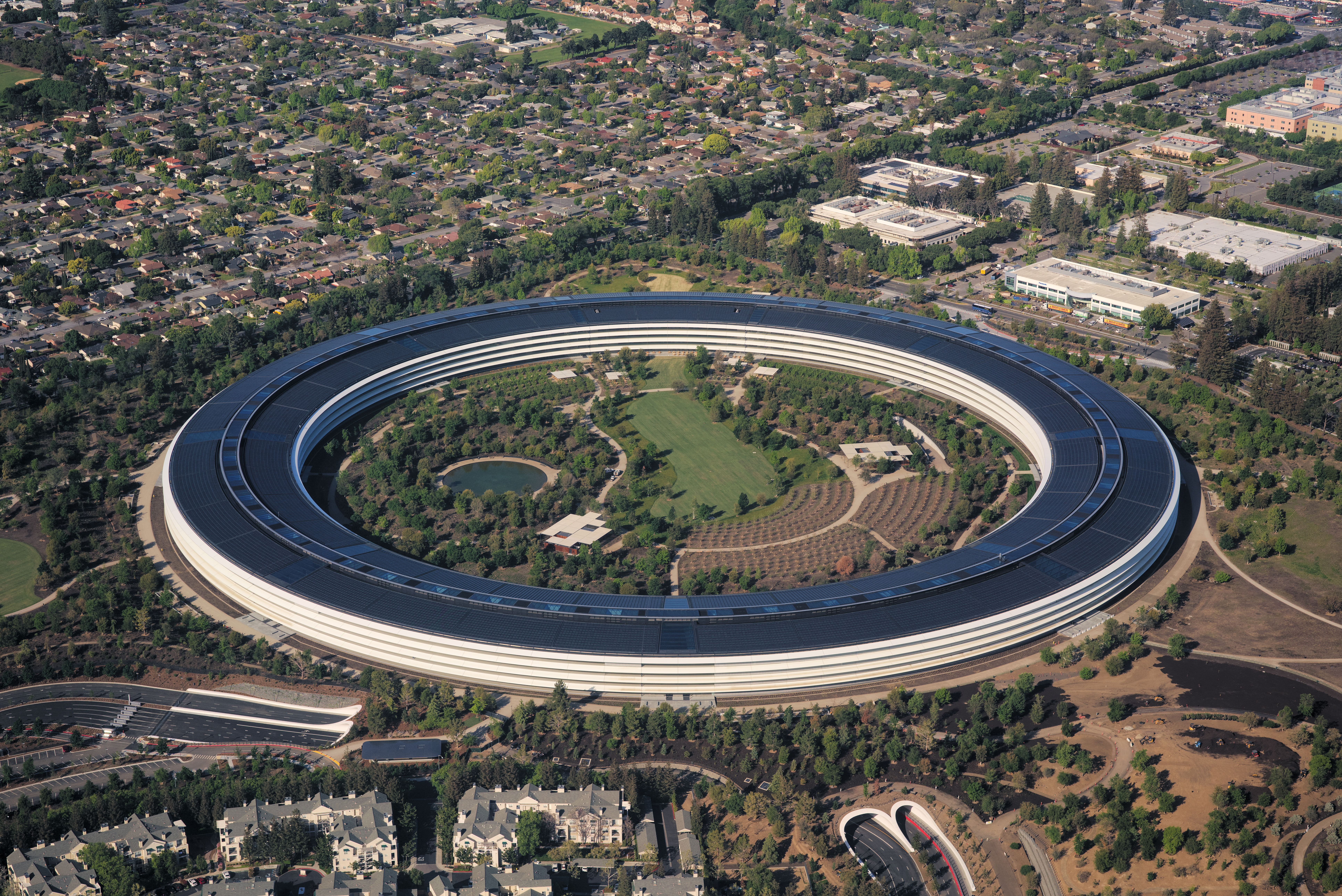
Вид зверху на Apple Park, Купертіно, штат Каліфорнія, США, 2017
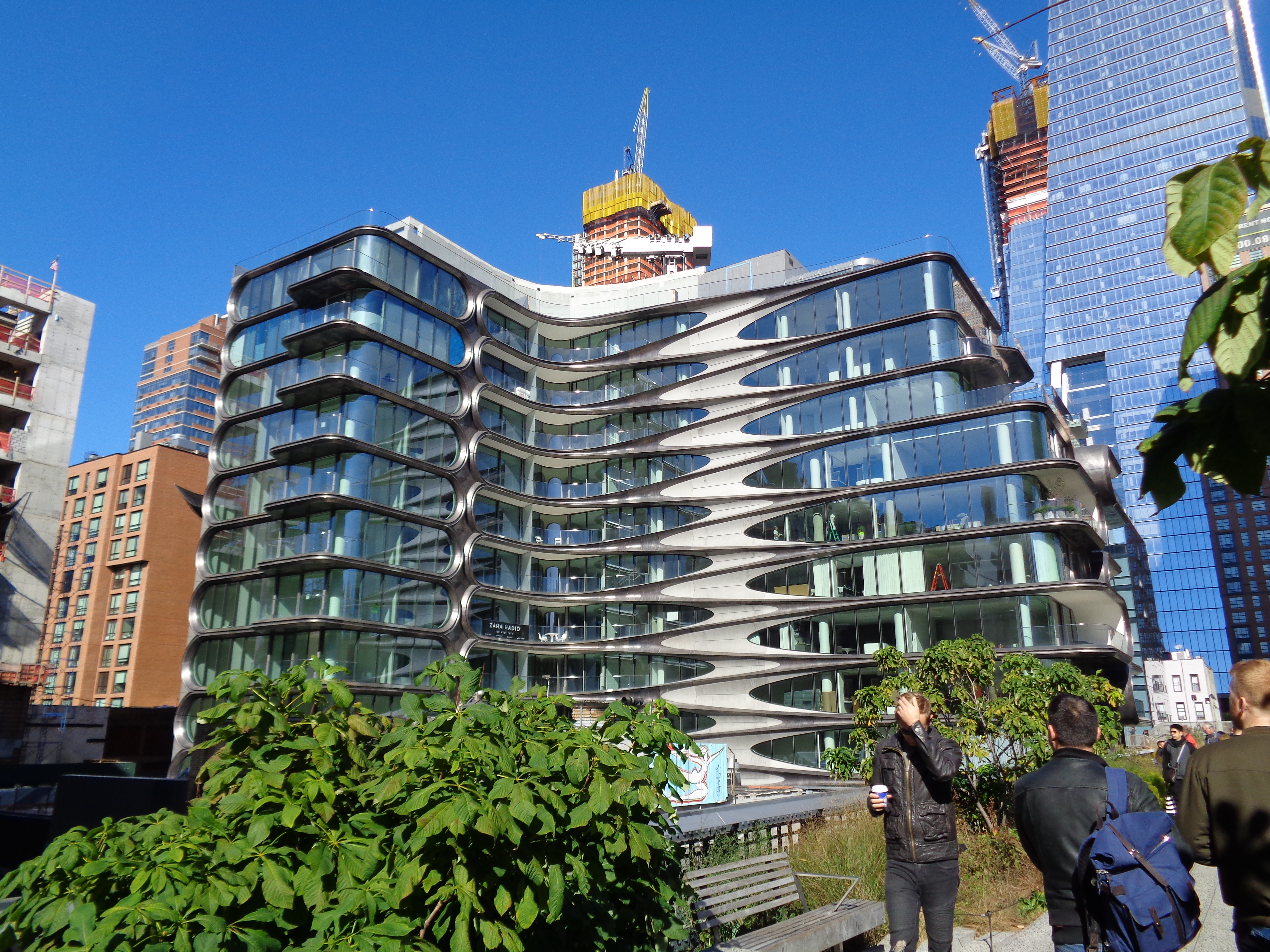
520 West 28th Street, Нью-Йорк, США, 2017
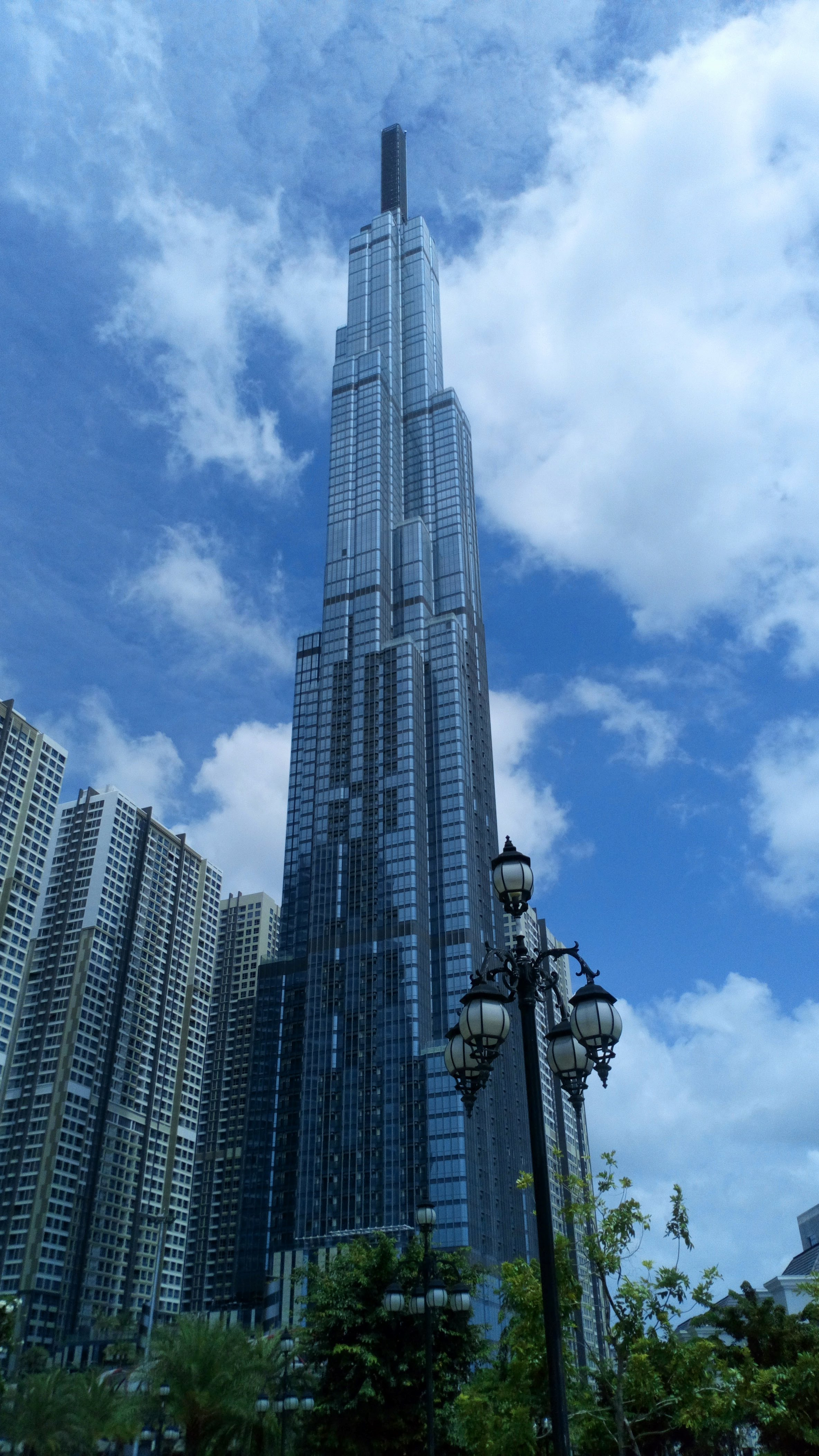
Landmark 81, Хошимін, В'єтнам, 2018
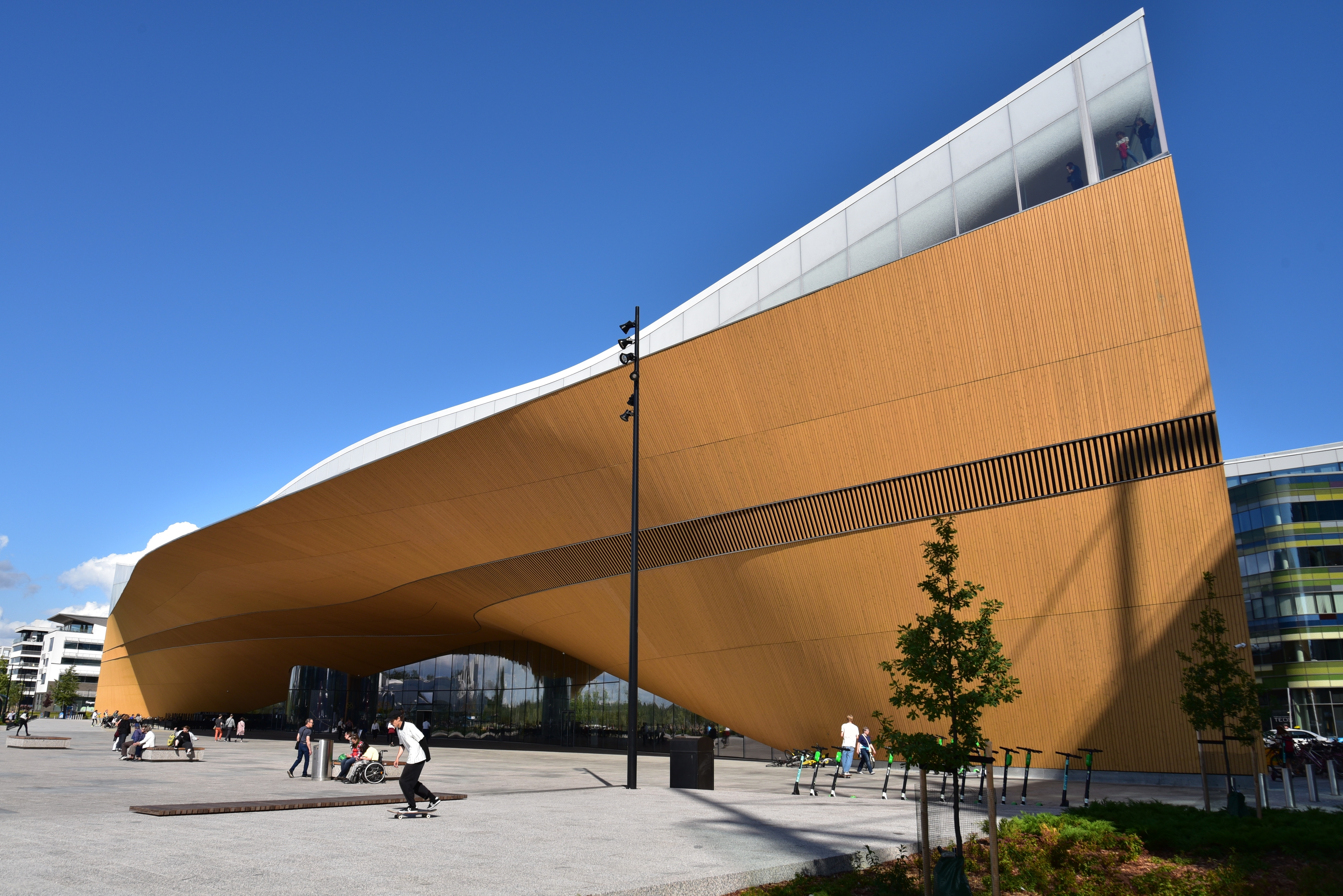
Центральна бібліотека Гельсінкі Oodi, Гельсінкі, Фінляндія, 2018
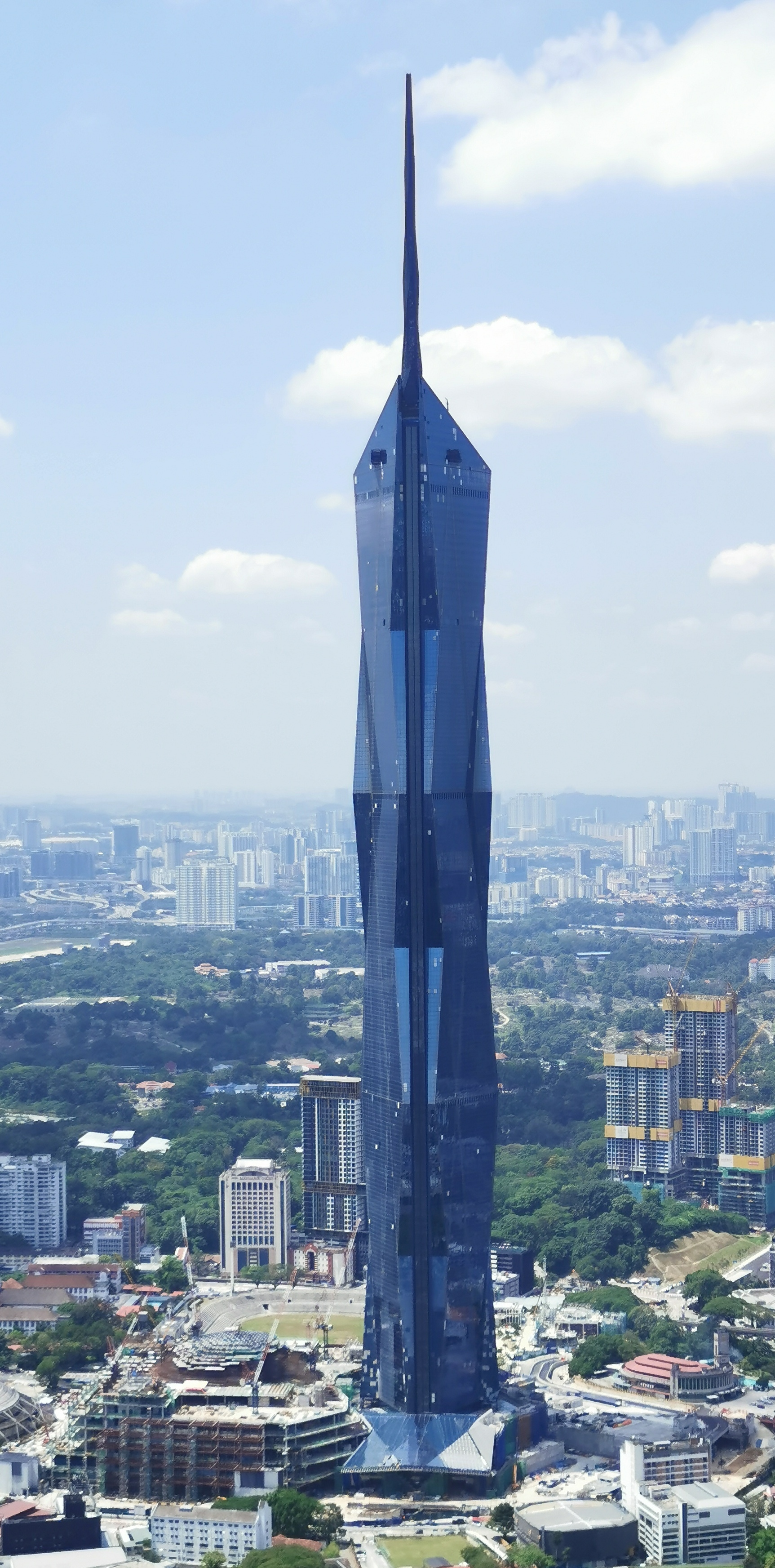
Merdeka 118, Куала-Лумпур, Малайзія, 2023
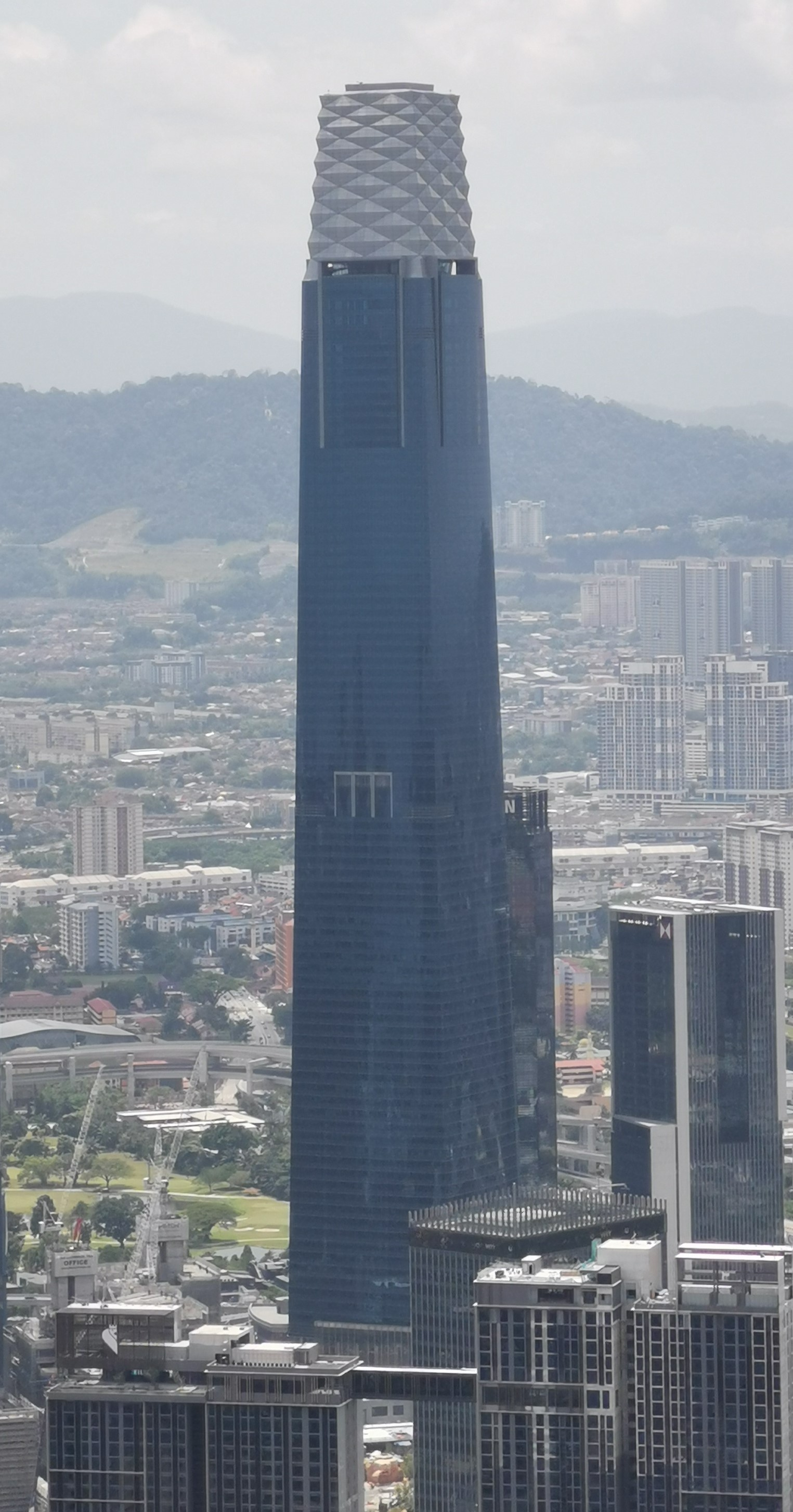
Exchange 106 Tower, Куала-Лумпур, Малайзія, 2019
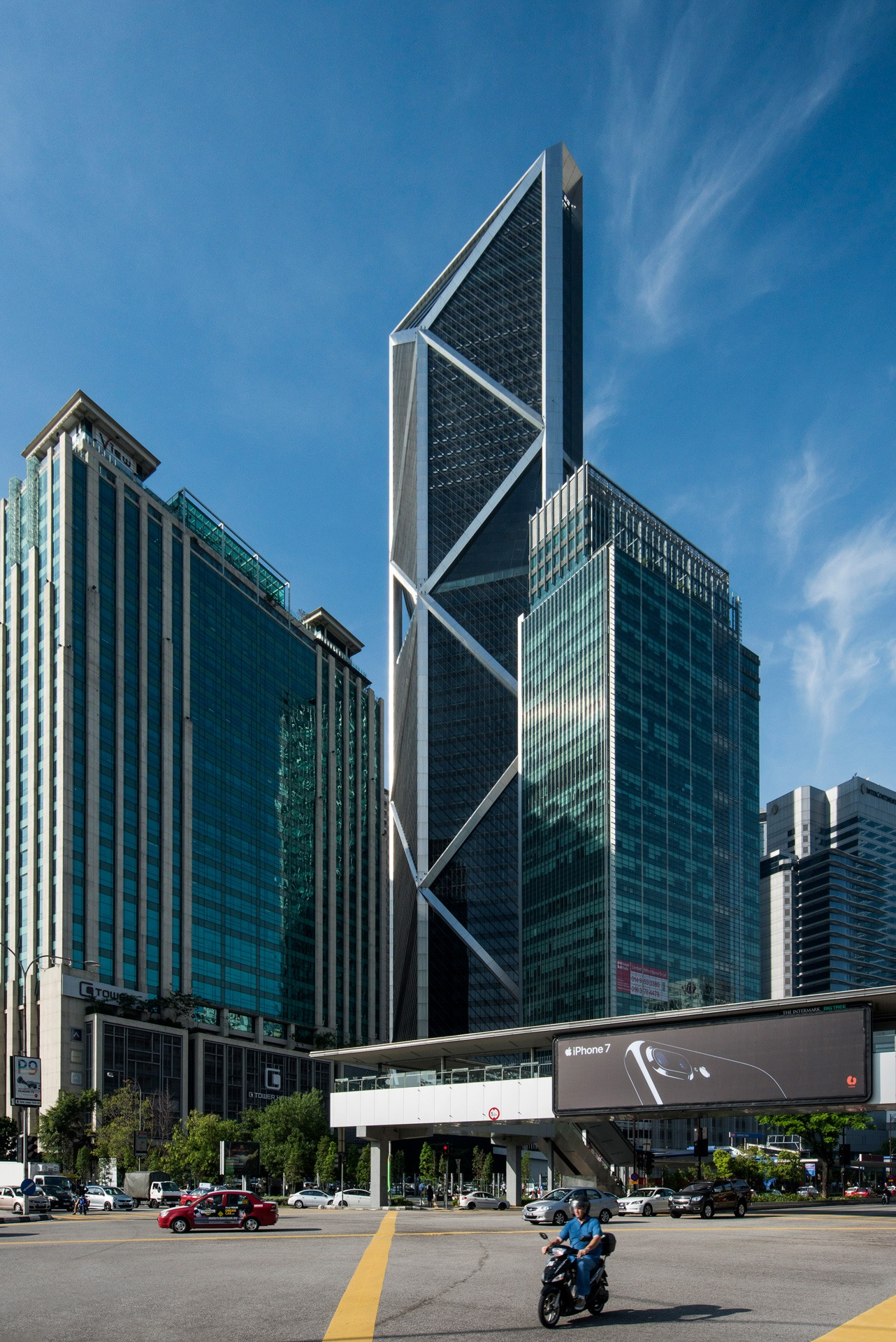
Ilham Tower, Куала-Лумпур, Малайзія, 2015